# 239 km (obwód twerski)
239 km (ros. 239 км) – przystanek kolejowy w miejscowości Rżew, w rejonie rżewskim, w obwodzie twerskim, w Rosji. Położony jest na linii Moskwa - Siebież.